# Phóng điện
Phóng điện là sự giải phóng và truyền tải điện trong một điện trường ứng dụng thông qua một môi trường truyền tải như không khí.

## Các loại phóng điện cục bộ
1. Phóng điện hoa: Hình thức phóng điện cục bộ phổ biến này xảy ra khi phóng điện trực tiếp vào không khí thoát ra từ bề mặt sắc nhọn của dây dẫn. (Đây là nguyên nhân gây phát âm thanh và tần số vô tuyến.) Từ góc độ thiệt hại hoặc an toàn, phóng điện hoa thường không gây lo ngại.
2. Phóng điện hồ quang: Phóng điện hồ quang là một sự phóng điện kéo dài do sự cố điện của khí gây ra. Thế điện tương được sinh ra khi dòng điện chạy qua không khí, hoặc bất kỳ môi trường không dẫn điện nào khác.
3. Phóng điện bề mặt: Khi phóng điện đi dọc theo bề mặt cách điện, đây được gọi là phóng điện bề mặt—hoặc theo dõi bề mặt. Đây có thể là một trong những loại phóng điện cục bộ có tính phá hủy nhất. Ô nhiễm và tiếp xúc thời tiết trên bề mặt chất cách điện là hai nguyên nhân phổ biến nhất gây ra phóng điện bề mặt. Trong thiết bị trung và cao thế, loại phóng điện này xảy ra khi lớp cách điện bị hỏng, thường là do độ ẩm cao hoặc bảo trì kém. Hơi ẩm xâm nhập cũng là nguyên nhân phổ biến gây ra hiện tượng phóng điện bề mặt.
4. Phóng điện rỗng (bên trong): Điều này thường do lỗi trong cách điện rắn của cáp, ống lót, cách điện điểm nối GIS và những vấn đề khác. Phóng điện rỗng có khả năng phá hủy cao tính cách điện và thường sẽ tiếp tục mở rộng cho đến khi chúng gây ra hỏng hóc hoàn toàn.

## Phát hiện phóng điện cục bộ
Nhìn chung, phóng điện theo dõi bề mặt và phóng điện rỗng là vấn đề quan trọng nhất và cần phải là ưu tiên phát hiện và sửa chữa đối với thợ điện điện áp cao công nghiệp, kỹ thuật viên công trình tiện ích phân phối, kỹ sư công trình tiện ích truyền tải, kỹ sư điện áp cao của nhà sản xuất thiết bị gốc (OEM). Trong nhiều trường hợp, phát hiện và sửa chữa phóng điện cục bộ là ưu tiên an toàn. Ngoài sự an toàn của cá nhân, phóng điện cục bộ có thể gây ra:
- Thời gian ngừng hoạt động
- Hỏa hoạn
- Suy giảm chất cách điện
- Lưới điện quá tải

Có thể tránh được các vấn đề này nếu phát hiện DP sớm trước khi xảy ra thiệt hại đáng kể. Hiện có một số phương pháp phát hiện phóng điện cục bộ. Có thể phát hiện phóng điện cục bộ bằng siêu âm, tần số vô tuyến (RF) và bức xạ cực tím, nhưng các phương pháp được sử dụng cho đến nay vẫn chưa hoàn chỉnh và có bất lợi. Các phương pháp khác này đã ngăn chặn việc phát hiện phóng điện cục bộ từ phía sau vỏ máy, yêu cầu đào tạo mở rộng để sử dụng và thiếu độ chính xác cần thiết để đảm bảo sự chú ý và sửa chữa kịp thời—đó là chưa nói đến việc cần đưa người dùng vào phạm vi gần với thiết bị nguy hiểm tiềm ẩn.
Cách tốt hơn để phát hiện phóng điện cục bộ là Máy chụp ảnh sóng âm chính xác Fluke ii910. Công nghệ SoundSight™ cải tiến của Fluke chuyển đổi siêu âm thành hình ảnh rõ ràng. Với Fluke ii910, bạn có thể định vị an toàn phóng điện cục bộ từ xa mà không cần dây hoặc phụ kiện cồng kềnh. Trong vòng vài phút sau khi mở hộp, bạn có thể phát hiện phóng điện cục bộ như một chuyên gia. Sản phẩm dễ dàng tìm hiểu và dễ sử dụng. Fluke ii910 cho phép bạn chụp ảnh và truy cập dữ liệu phong phú để phân tích và báo cáo.

## Các ví dụ
Một số ví dụ về hiện tượng phóng điện gồm:
- Hồ quang điện
- Phóng điện cục bộ
- Lửa thánh Elmo
- Tia sét
- Cơ quan phát điện ở cá